# Ле Казеле II (Козенца)
Ле Казеле II је насеље у Италији у округу Козенца, региону Калабрија.
Према процени из 2011. у насељу је живело 21 становника. Насеље се налази на надморској висини од 95 м.